# Болста
Болста (на шведски: Bålsta) е град в източна централна Швеция, лен Упсала. Главен административен център на община Хобу. Намира се на около 60 km на северозапад от столицата Стокхолм и на около 50 km на юг от Упсала. Има жп гара. Населението на града е 14 147 жители според данни от преброяването през 2010 г.